# Mario Hansi
Mario Hansi (* 21. Mai 1987 in Tartu) ist ein estnischer Fußballspieler auf der Position eines Mittelfeldspielers. Zurzeit spielt er für den JK Maag Tammeka Tartu in der Meistriliiga, der höchsten Spielklasse im estnischen Fußball.

## Karriere
Hansi begann seine aktive Karriere als Fußballspieler bei seinem Heimatverein, dem JK Tammeka Tartu in der Universitätsstadt Tartu. Nachdem er sämtliche Jugendmannschaften durchlaufen hatte, sammelte er ab 2004 erste Erfahrungen in der unterklassig spielenden zweiten Kampfmannschaft des Vereins. Dabei kam er in seiner ersten Spielzeit in zwölf Meisterschaftspartien zum Einsatz, in denen er zwei Treffer erzielte und mit der Mannschaft am Saisonende in die vierthöchste estnische Liga aufstieg. Ab dem Jahre 2005 wurde der Mittelfeldakteur erstmals in den Kader der Profimannschaft mit Spielbetrieb in der höchsten estnischen Spielklasse aufgenommen, kam aber in der Spielzeit 2005 zu keinem Einsatz.
Dies änderte sich allerdings in der Saison 2006, als er zu einer Reihe von Kurzeinsätzen kam. Sein Profidebüt gab er dabei am 12. März 2006 bei einem 2:0-Auswärtssieg über den JK Tulevik Viljandi, als er in der 87. Spielminute für Marti Pähn auf den Rasen kam. Sein erster Profitreffer gelang ihm am 1. Oktober 2006 bei der 2:4-Auswärtsniederlage gegen JK Trans Narva, als er ab der 76. Minute erneut den jüngeren Pähn im Mittelfeld ersetzte und nur eine Minute später zum 1:4 für sein Team traf. Über die gesamte Saison hinweg kam der 1,81 m große Mittelfeldakteur in neun Meisterschaftsspielen zum Einsatz, in denen er zweimal zum Torerfolg kam. Mit der Mannschaft erreichte er in der Endtabelle mit 43 Punkten den sechsten Rang, war jedoch nie in einen Abstiegskampf verwickelt. Beim zweiten Team wurde er in 18 Meisterschaftspartien eingesetzt, wobei er zehn Tore erzielte. Damit war er einer der Hauptverantwortlichen für den Aufstieg der Mannschaft in die Esiliiga, der zweithöchsten estnischen Fußballspielklasse, am Saisonende.
Nach dem Zusammenschluss des JK Maag Tartu und des JK Tammeka Tartu vor Beginn der Spielzeit 2007 hielt der engagierte Hansi dem Verein weiter die Treue und kam neben sporadischen Einsätzen in der Meistriliiga vorwiegend in der zweiten Mannschaft mit Spielbetrieb in der Esiliiga zum Einsatz. Nachdem er beim Profiteam in vier Spielen zum Einsatz kam und mit der Mannschaft in der Endtabelle auf Platz 5 rangierte, gelang ihm mit der zweiten Mannschaft am Saisonende dieselbe Tabellenplatzierung. Allerdings mit der Ausnahme, dass Hansi dabei in 27 Meisterschaftspartien zum Einsatz kam und eine Bilanz von sechs Treffern vorweisen konnte.
In der nachfolgenden Spielzeit 2008 kam Mario Hansi vermehrt für das Profiteam zum Einsatz und brachte es bis Saisonabschluss auf 14 Ligaauftritte, in denen er ein einziges Mal ins gegnerische Tor traf. Am 27. September 2008 stand er zum ersten und bis dato (Stand: 3. Juli 2010) einzigem Mal in seiner Profikarriere über die gesamte Spieldauer auf dem Rasen. Auch in der Esiliiga wurde Hansi oftmals eingesetzt und erzielte so bis Saisonende sieben Tore in 26 Ligaspielen. Mit beiden Team rangierte er zum Saisonende auf dem siebenten Tabellenplatz. Im estnischen Fußballcup zog Hansi mit seiner Mannschaft bis ins Finale ein, wo man schließlich nach einem Semifinalsieg über die zweite Mannschaft des FC Flora Tallinn im Finale der Profimannschaft mit 1:3 unterlag.
Nach guten Leistungen in der Saison 2008, wurde Hansi auch in der Spielzeit 2009 im Profiteam eingesetzt. Dabei kam er 2009 auf 20 Meisterschaftseinsätze, in denen er gleich zweimal zum Torerfolg kam. Mit dem Team geriet er bis hin zum Saisonende in den Abstiegskampf, der letztlich aber auf dem siebenten Platz rangierend gerade noch gewonnen werden konnte. Noch im selben Jahr wurde der Vereinsnamen von JK Maag Tammeka Tartu auf den alten Namen, JK Tammeka Tartu, der schon vor der Fusion der beiden Klubs getragen wurde, abgeändert. Weiters hatte Hansi in dieser Saison kurzzeitig das Amt als Mannschaftskapitän inne, das er vom langjährigen Tammeka-Tartu-Spieler Kristjan Tiirik übergeben bekam. In der Folgespielzeit 2010 kam der mittlerweile 23-Jährige bis dato (Stand: 3. Juli 2010) in neun Ligapartien zum Einsatz, in denen er allerdings torlos blieb. Aktuell ist Hansi als Vizekapitän des Profiteams engagiert.

## Erfolge

### Mit JK Tammeka Tartu II
- 1× Aufstieg in die vierte estnischen Liga: 2004
- 1× Aufstieg in die Esiliiga: 2006

### Mit JK Maag Tammeka Tartu
- 1× estnischer Cupfinalist: 2008